# Diócesis de Guide
La diócesis de Guide o de Kweiteh (en latín: Dioecesis Coeitevensis y en chino: 天主教归德教区) es una circunscripción eclesiástica de la Iglesia católica en China. Se trata de una diócesis latina, sufragánea de la arquidiócesis de Kaifeng. Desde el 16 de septiembre de 2009 es sede vacante, aunque para el Anuario Pontificio lo es desde el 21 de noviembre de 1970. La Asociación Patriótica Católica China la renombró diócesis de Shangqiu en año desconocido, sin asentimiento de la Santa Sede.

## Territorio y organización
La diócesis tiene 8000 km² y extiende su jurisdicción sobre los fieles católicos de rito latino residentes en la ciudad prefectura de Shangqiu en la provincia de Henan.
La sede de la diócesis se encuentra en el distrito de Suiyang en la ciudad prefectura de Shangqiu, en donde se halla la Catedral del Sagrado Corazón de Jesús.
Para 1950 el Anuario Pontificio no publicó el número de parroquias.

## Historia
La prefectura apostólica de Guide (Shangqiu o Kweiteh) fue erigida el 19 de junio de 1928 con el breve Quae catholico del papa Pío XI, obteniendo el territorio del vicariato apostólico de Kaifengfu (hoy arquidiócesis de Kaifeng).
El 18 de mayo de 1937 la prefectura apostólica fue elevada al rango de vicariato apostólico con la bula Nostrae mentis del papa Pío XI; y al mismo tiempo se revisaron las fronteras con el vicariato apostólico de Kaifeng.
El 11 de abril de 1946 el vicariato apostólico fue elevado a diócesis con la bula Quotidie Nos del papa Pío XII.
En 1948 el Partido Comunista de China capturó Shangqiu, se impuso en la guerra civil y proclamó la República Popular China el 1 de octubre de 1949. El 4 de septiembre de 1951 China comunista expulsó al nuncio apostólico Antonio Riberi y la Santa Sede continuó reconociendo a la República de China en Taiwán como el legítimo gobierno chino. Todos los misioneros extranjeros fueron expulsados de China comunista en 1952, entre ellos el obispo Arturo Quintanilla Manzanares.
La Asociación Patriótica Católica China fue creada con el apoyo de la Oficina de Asuntos Religiosos de la República Popular de China en 1957, con el objetivo de controlar las actividades de los católicos en China. Su nombre público es Iglesia católica china y es referida como la "Iglesia oficial" en contraposición a la "Iglesia subterránea" o "Iglesia clandestina" leal a la Santa Sede.
En el período de 1966 a 1976 la Revolución Cultural se ensañó especialmente contra la religión, destruyéndose numerosas iglesias y cesaron todas las actividades religiosas en la diócesis. La diócesis reasumió sus actividades en la década de 1980. La Asociación Patriótica Católica China la renombró diócesis de Shangqiu en año desconocido, sin asentimiento de la Santa Sede.
En 1991 Nicolás Shi Jingxian fue consagrado obispo "clandestino", y en 1999 aceptó unirse a la Asociación Patriótica Católica China.
El 22 de septiembre de 2018 se firmó en Pekín el Acuerdo provisional entre la Santa Sede y la República Popular de China sobre el nombramiento de los obispos. El 22 de octubre de 2020 el acuerdo fue prorrogado por otros dos años y en octubre de 2022 por otros dos años más.
Debido a la situación particular de la Iglesia católica en China, la Santa Sede no nombra obispos para las diócesis chinas, que son sedes oficialmente vacantes incluso en presencia de obispos reconocidos por Roma.

## Estadísticas
Según el Anuario Pontificio 2002 la diócesis tenía a fines de 1950 un total de 9973 fieles bautizados.
| Año                                                                             | Población            | Población | Población      | Sacerdotes | Sacerdotes    | Sacerdotes    | Bautizados por sacerdote | Diáconos permanentes | Religiosos | Religiosos | Parroquias |
| Año                                                                             | Bautizados católicos | Total     | % de católicos | Total      | Clero secular | Clero regular | Bautizados por sacerdote | Diáconos permanentes | Varones    | Mujeres    | Parroquias |
| ------------------------------------------------------------------------------- | -------------------- | --------- | -------------- | ---------- | ------------- | ------------- | ------------------------ | -------------------- | ---------- | ---------- | ---------- |
| 1950                                                                            | 9973                 | 2 000     | 0.5            | 14         |               | 14            | 712                      |                      |            | 17         |            |
| Fuente: Catholic-Hierarchy, que a su vez toma los datos del Anuario Pontificio. |                      |           |                |            |               |               |                          |                      |            |            |            |

## Episcopologio
- Francisco Javier Ochoa Ullate, O.A.R. † (8 de enero de 1929-11 de diciembre de 1947 renunció)[nota 1]
- Arturo Quintanilla Manzanares, O.A.R. † (10 de noviembre de 1949-21 de noviembre de 1970 falleció)
  - Sede vacante
  - Nicholas Shi Jing-xian, O.A.R. † (8 de mayo de 1991-16 de septiembre de 2009 falleció)